# Vivien Bullert
Vivien Bullert (* 9. September 1973 in Hildesheim) ist eine deutsche Film- und Theaterschauspielerin.

## Leben
1999 hat Albrecht Hirche sie für das Theater entdeckt, der sie für zwei Jahre für das Mahagoni Ensemble verpflichtete. Sie spielte in sieben Inszenierungen mit, unter anderem in der preisgekrönten Aufführung „Bad Actors“, „Glaube, Liebe Hoffnung“ am Schauspiel Basel und „Spiel mir das Lied von Tod“ an der Volksbühne Berlin. Sie arbeitet auf deutschen und internationalen Bühnen und war Gast unter anderem des Ensembles des Theater am Neumarkt Zürich (Spielzeiten 2010 bis 2013), der Krautproduktionen, des Theater Kolypans und der Schwankhalle Bremen. Seit 2001 spielt sie auch Rollen in Film und Fernsehen, unter anderem in dem Debütfilm von Felix Stienz Puppe, Icke & der Dicke, für den sie auch den Song „Oh Boy“ schrieb.
Seit 2020 betreibt Vivien Bullert den Kochblog Vivi kocht und seit 2021 den YouTube-Kanal Vivi kocht – handmade with love, wo sie mit Schauspielern und Freunden wie Siegfried Terpoorten und Christian Uetz kocht.
Vivien Bullert lebt in Zürich.

## Theaterrollen
- 1999: Training für Eutschland, Regie: Albrecht Hirche, Sophiensæle, Berlin
- 1999: Urban Shots, Regie: Albrecht Hirche, Theaterhaus Jena
- 2001: Der gute Mensch von Sezuan, Regie: Albrecht Hirche, Theater Basel
- 2001: Spiel mir das Lied vom Tod, Regie: Albrecht Hirche, Volksbühne Berlin
- 2001: Glaube Liebe Hoffnung, Regie: Albrecht Hirche, Theater Basel
- 2002: Rachengold Theaterserie, Regie: Tanja Krone, Stadttheater Hildesheim
- 2004: Grenzgänger, Regie: Tanja Krone, LOFFT, Leipzig
- 2004: Ponyhof, Regie: Barbara Weber, Theaterhaus Gessnerallee, Zürich
- 2004: Hier ist nicht Amerika, Regie: David Hevia, FFT, Düsseldorf,
- 2005: Blade Runner, Regie: Wolfgang Piontek, Commedia Futura, Hannover
- 2006: Houdini, Regie: Niklaus Helbling, Mass & Fieber, Zürich
- 2007: Boom Boom! Zukunft 07. Come as you are, Regie: Tanja Krone, Sophiensæle, Berlin
- 2008: K.O.M.A., Tanzperformance, Choreografie: Verena Weiss, Rote Fabrik, Zürich
- 2008: X Wohnungen, Leitung Matthias Lilienthal, Istanbul
- 2008: Stadtdschungel, Kindermusical, Regie: Meret Matter, Schlachthaus Bern
- 2009: Schwarze Jungfrauen, Regie: Anja Wedig, Schwankhalle Bremen
- 2009: Herz der Finsternis, Regie: Michael Schröder, kraut_produktion, Zürich
- 2010–2011: Die Banditen, Regie: Sebastian Baumgarten, Theater am Neumarkt Zürich
- 2010: Chronisten, Episode 3, Regie: Michael Schröder, kraut_produktion, Zürich
- 2011–2013: Joints’n’Chips, Regie: Michael Steiner, Theater Kolypan, Zürich
- 2011–2012: Der gute Mensch von Sezuan Regie: Barbara Weber, Theater am Neumarkt Zürich
- 2011: Die Nackten Kleiden, Regie: Barbara Weber, Theater am Neumarkt Zürich
- 2012–2013: Miss Sara Sampson, Regie: Laura Koerfer, Theater am Neumarkt Zürich
- 2012: Kasimir und Karoline, Regie: Michael Heinzelmann, Theater Kanton Zürich
- 2013–2014: Die Wahrheit über Hänsel und Gretel nach Hans Traxler, Regie: Michael Pundt, Schwankhalle Bremen
- 2013: Elegante Nichtigkeit, Regie: Barbara Weber, Theater am Neumarkt Zürich
- 2014: Angulus Durus Regie: Kristina Brons, Schwankhalle Bremen
- 2014–2015: Rock’n’Revolte, Regie: Meret Matter, Theater Kolypan Zürich
- 2014–2015: Pflege und Verpflegung – À bout de soins, Regie: Tim Zulauf, Theaterhaus Gessnerallee, Zürich
- 2015: Wir sind selig oder: Oder. Regie: Nina Gühlstorff, Konzerttheater Bern
- 2015: Endstation Sehnsucht, Regie: Barbara David-Büesch, Theater des Kantons Zürich
- 2016–2017: Die Geizige, Regie: Siegfried Terpoorten, La Poste, Visp
- 2016: Tartuffe, Regie: Nicolai Sykosch, Theater des Kantons Zürich
- 2017: Hund Fisch Katz, Regie: Bettina Glaus, Theater Stok, Zürich
- 2017: Trollhaus – Maison de Trolls, Regie: Tim Zulauf, Zürcher Theater Spektakel
- 2017: Karl Marx – Das Musical, Regie: Michel Schröder, Rote Fabrik, Zürich
- 2018: Grenzgänger: Nichts wollen, Regie: Bettina Glaus, Südpol Kriens
- 2018: Entgeisterung, Regie: Tim Zulauf, Theaterhaus Gessnerallee
- 2019: WEG, Regie: Meret Matter, Theaterclub 111, Schlachthaustheater Bern
- 2019: Odyssee, Regie: Nils Torpus, Tojo Theater Reitschule Bern[2]
- 2020: Converting Eviction, Regie: Tim Zulauf, KMUproduktionen, Johannesburg
- 2021: Submarie 8, Regie Meret Matter, Theaterclub 111, Bern[3]
- 2021: Pussy’ n ’Pimmel Reloaded, Regie: Barbara Terpoorten, Theater Kolypan, Zürich[4]

## Filmografie
- 2002: Chaos – Death Games, Regie: Geraldine Creed (Kinofilm)
- 2006: Bangbus, Regie: Andreas Cyrenius (Kinofilm)
- 2009: Phantomanie, Regie: Miron Zownir (Kinofilm)
- 2009: Anna und die Liebe, Episodenhauptrolle (Fernsehserie/SAT1)
- 2010: Die Macht der Leidenschaft – Karl August Fürst von Hardenberg, Regie: Gordian Mauug (Doku/ARTE)
- 2010: Vater aus heiterem Himmel, Regie: Ulli Baumann (Fernsehfilm/ZDF)
- 2011: Puppe, Icke & der Dicke, Regie: Felix Stienz (Kinofilm)
- 2013: Montags Tanzen (Maya), Regie: Cesy Leonard (Kurzfilm)
- 2013: Schweinemilch, Regie: Neco Çelik (Kurzfilm/ARTE)
- 2016: Es ist nie zu spät für eine glückliche Kindheit, Regie: Diana Minkenberg (Kurzfilm)
- 2016: Love Me, Love Me, Regie: Diana Minkenberg (Kurzfilm)
- 2018: Der Bestatter – Blutsbande, Regie: Chris Niemeyer (Fernsehserie/SRF)[5]
- 2018: Ein starkes Team – Tödlicher Seitensprung

## Auszeichnungen
- 1999: 1. Preis des Niedersächsischen Theaterfestivals mit „The Bad Actors“ Theater
- 2010: Auszeichnung der Stadt Zürich für „Die Chronisten“
- 2012: Max Ophüls Publikumspreis Langfilm für Puppe, Icke & der Dicke